# Phypia varinervis
Phypia varinervis är en insektsart som beskrevs av Stsl 1862. Phypia varinervis ingår i släktet Phypia och familjen vedstritar. Inga underarter finns listade i Catalogue of Life.